# Alice de Lacy
Alice de Lacy (Denbigh, 25 dicembre 1281 – Lincolnshire, 2 ottobre 1348) è stata suo jure Contessa di Lincoln, Contessa di Salisbury e pari d'Inghilterra.

## Biografia
Alice de Lacy nacque il giorno di Natale del 1281 nel Castello di Denbigh, in Galles: era figlia di Henry de Lacy, III conte di Lincoln e di Margherita Plantageneta, IV contessa di Salisbury, il cui nonno paterno era Guglielmo Longespée, figlio illegittimo di re Enrico II d'Inghilterra. Dopo la morte precoce e tragica dei due fratelli, uno annegò in un pozzo e l'altro cadde da un parapetto, divenne l'erede dei titoli dei genitori e quindi un'importante ereditiera.
La sua ricchezza la rendeva un partito appetibile ed il re Edoardo I d'Inghilterra la fece sposare a suo nipote Tommaso Plantageneto, erede delle contee di Lancaster, Derby e Leicester. Le nozze ebbero luogo il 28 ottobre 1294, quando Alice aveva poco più di dodici anni e lo sposo circa sedici. Il contratto matrimoniale prevedeva che con le nozze le proprietà di Alice sarebbero andate al marito e quindi ai loro eredi, mentre se il matrimonio si fosse concluso senza figli o se, alla morte di lei, non vi fossero eredi di Tommaso Plantageneto ancora in vita, esse sarebbero passate interamente nelle mani della corona. Nel 1309 o 1310 la madre di Alice morì e nel 1311 rimase orfana anche del padre, tutto quello che era suo andò a Tommaso Plantageneto che divenne, grazie alle terre della moglie, uno degli uomini più ricchi e potenti d'Inghilterra. Il loro matrimonio tuttavia non fu né felice né coronato dalla nascita di figli e i due condussero per lo più vite separate, ognuno nella propria dimora.
Nella primavera del 1317 Alice venne rapita da John de Warenne, conte di Surrey, cugino di suo marito, e portata al castello di Reigate. Si è ipotizzato che senza il suo appoggio il conte difficilmente avrebbe potuto rapirla, tuttavia il pessimo carattere e la cattiva reputazione di questi giocano contro quest'idea, correva cattivo sangue fra lui e Tommaso Plantageneto, che nel 1316 aveva maneggiato presso il vescovo di Chichester perché scomunicasse Warenne con l'accusa di adulterio, ed è possibile che intendesse solo umiliare il ricco parente rapendone la moglie. Il rapimento di Alice inasprì i rapporti fra il suo rapitore ed il marito, ma questi non chiese mai apertamente il rilascio della moglie, la data del suo rilascio non è nota, di sicuro era libera poco prima del 1322 anno in cui Tommaso Plantageneto venne arrestato. Il conte di Lancaster si era già ribellato contro il re Edoardo II d'Inghilterra e lo strapotere del suo favorito Pietro Gaveston, tuttavia la sua ribellione del 1322 non venne supportata dagli altri baroni che lo lasciarono solo, consentendo così il suo arresto. Tommaso Plantageneto venne giustiziato nel marzo del 1322, le sue proprietà confiscate dalla corona, e quelle della moglie tornarono finalmente nelle sue mani.
Nel marzo del 1322 Alice venne arrestata su ordine del re ed imprigionata a York. Durante la sua prigionia si era parlato di un divorzio fra lei ed il marito che sarebbe avvenuto nel 1318, tuttavia il suo arresto quale moglie di un traditore, ed in quanto tale suscettibile di essere privata dei propri averi, fa pensare che potrebbe non essere mai accaduto. La minaccia di essere giustiziata la fece capitolare il 26 giugno dello stesso anno, cedette al re la quasi totalità delle proprie terre ed il sovrano, come grazia, gliene lasciò qualcuna così che potesse mantenere uno stile di vita dignitoso. Molte delle terre che le vennero estorte vennero date a Ugo Despenser il giovane ed a suo padre, i due Despenser erano molto vicini al re e per tanto estremamente potenti, questo regalo venne dato come ricompensa per l'aver assistito il re nell'affare dell'espropriazione. Al vecchio Despenser venne donato il castello di Denbigh che aveva visto i natali di Alice.
Alice rimase prigioniera fino al 20 settembre 1322 e venne rilasciata dietro il pagamento di una cospicua indennità, il re in cambio le promise che le proprietà che le erano state lasciate sarebbero state sue fino alla morte ed in seguito sarebbero passate ai suoi eredi. Le restituì anche la rendita paterna e nel dicembre del 1322 anche il contado di Lincoln. Nonostante il suo rilascio Alice venne mantenuta virtualmente agli arresti, almeno ufficialmente, per la propria sicurezza.
Nel 1324, prima dell'autunno, Alice sposò Eubulus le Strange. Il matrimonio, benché senza figli data l'età della sposa allora quarantaduenne, fu apparentemente felice e le Strange non reclamò mai le terre avite della moglie. Il re permise ad Alice di riottenere la proprietà di alcune delle sue terre che era stata costretta ad abbandonare così che al marito non saltasse in mente di pretenderle ed in cambio della sua cooperazione la liberò dai debiti che aveva contratto Tommaso Plantageneto.
Nel gennaio 1327 Edoardo II d'Inghilterra venne deposto dalla moglie Isabella di Francia e dal suo amante Ruggero Mortimer, I conte di March. Il loro figlio, futuro Edoardo III d'Inghilterra era ancora piccolo quindi fu lei a divenire reggente. Nel 1326 i Despenser erano stati uccisi da Isabella di Francia e le proprietà di Alice erano tornate alla corona, la reggente decise di non rendergliele, ma di tenerne una parte per sé e una parte, fra cui Denbigh, venne donata all'amante.
Nel 1330 Edoardo III d'Inghilterra sale al trono decretando la fine del potere di Isabella di Francia e di Ruggero Mortimer, I conte di March che viene fatto giustiziare. Le proprietà, fra cui Denbigh, che erano state nelle mani del reggente non tornano ad Alice, il re invece le dona ad un suo favorito Guglielmo Montague, che lo aveva aiutato a sconfiggere Mortimer. Tuttavia Eubulus le Strange stesso aveva avuto parte nella deposizione del reggente, lui e la moglie ricevettero diverse rendite ed in segno di gratitudine anche una parte delle terre avite di Alice.
Le Strange morì nel settembre 1335 ed in seguito alla seconda vedovanza Alice fece voto di castità.

Benché negli anni il suo patrimonio fosse stato fluttuante e benché non fosse mai tornata in possesso di tutto ciò che le spettava Alice era ancora una donna ricca e quindi appetibile. Nel 1336 mentre si trovava al castello di Bolingbroke Alice venne rapita da Ugo de Freyne e, senza riguardo per i suoi 54 anni, venne stuprata. Nel Medio Evo era pratica comune che a uno stupro facesse seguito un matrimonio e fu così anche in questo caso. Il matrimonio venne contratto senza l'approvazione reale e di conseguenza i due vennero arrestati e le loro proprietà confiscate, in seguito però vennero rilasciati, probabilmente dietro il pagamento di una pesante ammenda. Il tempo con de Freyne non fu clemente, morì infatti poco dopo il matrimonio senza potersi godere le ricchezze per cui aveva rischiato tanto. Nel maggio del 1337 rimasta vedova per la terza volta, venne rapita nuovamente. Questa volta gli artefici erano un suo fratellastro ed un nipote del suo secondo marito, infatti le proprietà di le Strange erano passate a lei e solo alla sua morte sarebbero andate alla famiglie del marito. Alice riuscì a trattare ed in cambio di rendite vitalizie ai suoi due rapitori riottenne la libertà.
Alice visse il resto della sua vita nel favore di Edoardo III d'Inghilterra, quando morì il 2 ottobre 1348 venne sepolta accanto al secondo marito. Poiché era morta senza eredi le sue proprietà vennero divise fra i parenti ancora in vita, una parte ad Enrico Plantageneto, I duca di Lancaster, un'altra a un cugino per parte di madre. In ogni caso le depredazioni che avevano subito le sue terre, soprattutto nel biennio 1322-1323 rese piuttosto esiguo l'ammontare dei suoi lasciti.